# 電鐵魚津站
電鐵魚津站（日语：／ Dentetsu-Uozu eki */?）是隸屬於富山地方鐵道的鐵路車站，座落於富山縣魚津市，車站編號為T23，是地鐵其中一個主要車站。本站停靠所有等級列車，與鄰站新魚津站成為了地鐵特急列車中，唯一連續停車的車站組合。
本站座落於「文化町」，與隔鄰的「新宿町」商業街曾經是魚津市其中一處較熱鬧的商業地帶，有不少商舖進駐，但因應社區的遷移，新宿町一帶漸漸沒落，商店也不斷地結束營業，令周圍的氣氛變得冷清，亦連帶使用本站的人數也下跌了不少。
在北陸新幹線興建前，本站是富山縣內首個、也是唯一一個高架車站，早於1967年時，本站與當時的北陸本線一併改為高架行車。曾經有意見指本站將會成為兩線的另一個轉車站，不過按路軌的佈局，北陸本線向魚津站方向的路軌和地鐵的路軌之間，並沒有足夠的空間可以增建月台，令相關之說法欠缺說服力。

## 車站結構

### 月台配置
只設有側式月台1座，站房重建時，月台上的配套也作出了改善，其中除靠向新魚津方向約5米的月台外，近乎整個月台都加設了上蓋和附有玻璃窗的閉封式背板，照明上亦作出了改善，使月台的光亮度都較上一代站房時代為高。
列車到站時，往上市方向為右側上落，往宇奈月溫泉方向為左側開門。
| 路線  | 方向 | 目的地                         | 備註 |
| ----- | ---- | ------------------------------ | ---- |
| ■本線 | 上行 | 電鐵富山方向                   |      |
| ■本線 | 下行 | 電鐵黑部、舌山、宇奈月溫泉方向 |      |

## 歷史
- 1936年

- 6月5日：富山電氣鐵道將路線由越中中村站伸延至本站。
- 8月21日：路線再伸延至魚津站，改為中途站。

- 1943年1月1日：富山縣內所有私營鐵道公司合併，改稱「富山地方鐵道」，並承繼車站管理[3]。
- 1966年：

- 1月：站房改築協議會成立。
- 7月：站房改建工程定案。

- 1967年：

- 4月1日：第二代站房「電鐵魚津站大樓」（電鉄魚津ステーションビル）動工。
- 9月1日：高架化工程完結。
- 9月15日：「電鐵魚津站大樓」完工開店。
- 1969年12月：大樓擴建，使用高架路段下的地面作為增建部份，面積257㎡。

- 1998年12月17日：北日本新聞（日语：北日本新聞）首先披露車站內的百貨公司將於來年3月結束營業[9]。
- 1999年3月：「電鐵魚津百貨」結束營業，除原3樓站房部份外，其他樓層皆全關閉鎖上。
- 2013年：

- 1月28日：於「電鐵魚津站大樓」的左邊（北方）興建第三代站房，以代替原設於「電鐵魚津站大樓」內的站務設施。
- 6月3日：第三代站房完工。
- 6月4日：第三代站房正式使用。
- 7月：經過14年多的空置，「電鐵魚津站大樓」及第二代站房正式拆卸。

- 2019年3月16日：增設車站編號[11]。

## 使用人數
「魚津市統計書 （页面存档备份，存于）」只顯示全年使用該站人數的總數（上車、下車分開計算），固下列平均人數是採用以下的方法計算：
- （上車總人數＋下車總人數）÷（該年日數）＝（平均使用人數，取整數、四捨五入）

| 2007 | 142 | 169 | 311 | 852 |
| 2008 | 143 | 169 | 312 | 852 |
| 2009 | 136 | 160 | 296 | 811 |
| 2010 | 133 | 158 | 291 | 797 |
| 2011 | 135 | 160 | 295 | 808 |
| 2012 | 135 | 162 | 297 | 811 |
| 2013 | 125 | 159 | 284 | 778 |
| 2014 | 130 | 157 | 287 | 786 |
| 2015 | 133 | 167 | 300 | 822 |
| 2016 | 134 | 165 | 299 | 817 |

## 相鄰車站
富山地方鐵道
■本線
特急「宇奈月」、「阿爾卑斯」
中滑川（T17）－電鐵魚津（T23）－新魚津（T24）
急行、普通
西魚津（T22）－電鐵魚津（T23）－新魚津（T24）

## 外部連結
- 富山地方鐵道電鐵魚津站公式網頁。 （页面存档备份，存于）（日語）